# Communauté européenne de l'énergie
Cet article concerne le projet de Communauté développé depuis 2006. Pour la Communauté créée en 1958, voir Communauté européenne de l'énergie atomique.
L’idée d’une Communauté européenne de l’énergie est développée à partir de 2006 par des intellectuels et praticiens des affaires européennes.

## Historique
L’ancien président de la Commission européenne Jacques Delors l’appelle de ses vœux en 2007 afin de renforcer le pouvoir de négociation de l’Union européenne par rapport aux pays producteurs de pétrole et de gaz. 
En novembre 2006, Jean-Paul Fitoussi, président de l’OFCE, propose la création d’une Communauté européenne de l’environnement, de l’énergie et de la recherche.
En 2009, Michel Derdevet dans son ouvrage « L’Europe en panne d’énergie » rappelle l’historique de l’idée et plaide en faveur de cette politique énergétique commune.
Le 4 novembre 2009, le président du Parlement européen, Jerzy Buzek, développe l’idée lors de la cérémonie d’ouverture du campus du Collège d'Europe à Bruges.
À plusieurs reprises fin 2012 et en 2013, le président de la République française a confirmé la préparation d'un projet de Communauté européenne de l’énergie qui serait soumis aux autres États membres,.
Finalement, la Commission européenne relance l'intégration dans le milieu énergétique via l'Union de l'énergie.

## Sources

## Compléments